# Hans Scharf
Hans Scharf (* 6. November 1926 in Wiesbaden; † 2. Dezember 1980) war ein deutscher Diplomat. Er war Botschafter der DDR in Marokko und im Senegal.

## Leben
Scharf, Sohn eines Lehrers, erlernte den Beruf des Flugzeugbauers. Im Zweiten Weltkrieg leistete er als Flieger Kriegsdienst.
Nach dem Krieg studierte er Gesellschaftswissenschaften und war von 1955 bis 1961 in verschiedenen Funktionen im Staatsapparat und im FDGB tätig. Er war unter anderem Vorsitzender der Gewerkschaft Kunst im Bezirk Leipzig.
Ab 1961 war er Angehöriger des diplomatischen Dienstes der DDR. Er war Sozialattaché am DDR-Generalkonsulat in Kairo und dann von 1967 bis 1971 Botschaftsrat am Generalkonsulat bzw. Geschäftsträger an der Botschaft in Damaskus. Scharf wurde 1970 an der Karl-Marx-Universität Leipzig zum Dr. phil. promoviert. Von 1971 bis 1973 war er Sekretär und von  November 1973 bis 1978 stellvertretender Generalsekretär des Afro-Asiatischen Solidaritätskomitees der DDR.  Ab Februar 1978 wirkte er als Botschafter der DDR in Rabat und war ab Mai 1978 zweitakkreditiert im Senegal.
Scharf war Mitglied der SED.

## Schriften
- Gegenwartsprobleme des politisch-ideologischen Kampfes und der politischen Macht im Prozeß der nationaldemokratischen Revolution in der Syrischen Arabischen Republik (1966–1969). Universität Leipzig, Sektion Afrika- und Nahostwissenschaften 1970 (Dissertation).

## Auszeichnungen
- Vaterländischer Verdienstorden in Bronze (1974)
- Orden „Banner der Arbeit“ (1977)